# Sandra Julien
Sandra Calaputti, dite Sandra Julien, née le 14 février 1950 à Toulon, est une actrice française,. Elle est essentiellement connue pour ses prestations dans des films érotiques tournés dans la première moitié des années 1970. Dans la deuxième partie de sa carrière, elle apparaît créditée sous le nom de Sandra Barry.

## Biographie
D'origine italienne, Sandra Calaputti se forme à la danse au conservatoire de Nice puis suit l'enseignement de Rosella Hightower avant de « monter » à Paris à l'âge de vingt ans. Elle met à profit ses talents de danseuse pour faire ses premières apparitions au cinéma. Elle choisit de porter pour nom de scène le patronyme de son époux, Pierre Julien, un technicien de cinéma. Celui-ci la présente à Jean Rollin qui cherche une actrice pour tenir le rôle principal de son prochain film Le Frisson des vampires. La « jeune beauté au corps parfait » séduit le réalisateur qui peut la filmer nue dans des scènes inspirées de Delvaux et de Magritte.
Elle tourne ensuite le plus souvent dans des films érotiques comme Les Gourmandines ou encore La Maison des filles perdues et Les Orgies du Golden Saloon, deux productions de la société française Eurociné spécialisée dans le cinéma d'exploitation. Max Pécas en fait la vedette de deux de ses réalisations, Je suis une nymphomane (1971), avec Janine Reynaud, Michel Lemoine et Patrick Verde, et Je suis frigide... pourquoi ? (1972), aux côtés de Marie-Georges Pascal, Anne Kerylen, Catherine Wagener et Virginie Vignon.
Elle mène, en parallèle, une petite carrière de sex-symbol « made in France » au Japon. Elle tourne deux film du genre pinku eiga sous la direction de Norifumi Suzuki,,. Elle y joue à la « pin-up » et s'essaye à la chanson avec l'album Sexy Poems.
Willy Rozier lui permet d'aborder la comédie avec Dany la ravageuse (1972) et d'être remarquée dans un personnage mêlant charme et naïveté. Si elle ne fait que de brèves apparitions chez Chabrol ou Vecchiali, Jean Girault lui confie un rôle plus important dans Le Permis de conduire (1974).L'arrivée du porno « hardcore » la pousse à quitter le cinéma pour reprendre une carrière de mannequin.
Elle fait son retour à l’écran deux ans plus tard sous le nom de Sandra Barry. Elle retrouve Max Pécas, qui délaisse lui aussi l'érotisme pour s'adonner à la comédie potache (On est venu là pour s'éclater, 1979 et On n'est pas sorti de l'auberge, 1982), et surtout Jean Girault. Leur quatrième collaboration, Le Gendarme et les Gendarmettes (1982), lui donne l'occasion de partager une scène avec Michel Galabru, Jacques François et Louis de Funès. Le 5 janvier 1985, les téléspectateurs retrouve l'actrice sur les planches du Théâtre Marigny dans la pièce Le Diable en personne (Big mad House) diffusée dans le cadre d'Au théâtre ce soir.

## Filmographie
- 1970 : L'Étrangleur de Paul Vecchiali : la fille violée
- 1971 : Le Cinéma de papa de Claude Berri : une danseuse
- 1971 : Le Frisson des vampires de Jean Rollin : Isa
- 1971 : Je suis une nymphomane de Max Pécas : Carole
- 1971 : The Insatiables ( 現代ポルノ伝 先天性淫婦 Gendai porno-den : Senten-sei inpu) de Norifumi Suzuki : Sandra
- 1972 : Caresses sous un kimono ( 徳川セックス禁止令　色情大名 Tokugawa sex kinshi-rei) de Norifumi Suzuki : Sandra
- 1972 : Dany la ravageuse de Willy Rozier : Dany
- 1972 : Atout sexe de Jean-Marie Pontiac :
- 1972 : Je suis frigide... pourquoi ? (ou Comment le désir vient aux filles) de Max Pécas : Doris[12]
- 1972 : Erotomaniac Daimyo  de Norifumi Suzuki : french courtesan
- 1973 : Les Gourmandines de Guy Pérol : Sandra
- 1974 : Nada de Claude Chabrol :
- 1974 : Le Permis de conduire de Jean Girault : Nathalie
- 1974 : La Maison des filles perdues  de Pierre Chevalier : Magda
- 1974 : Les murs ont des oreilles de Jean Girault : la michetonneuse (créditée comme Sandra Bary)
- 1975 : Les Filles du Golden Saloon (ou Les Orgies du Golden Saloon) de Gilbert Roussel : Molly
- 1975 : Rêves pornos (ou Le Dictionnaire de l'érotisme) de Max Pécas : (images d'archives)[13]
- 1977 : Un juge, un flic, épisode Les Drogueurs : Christine (créditée comme Sandra Barry)
- 1977 : Le mille-pattes fait des claquettes de Jean Girault : Jocelyne (créditée comme Sandra Barry)
- 1978 : Double détente, téléfilm de Claude-Jean Bonnardot (créditée comme Sandra Barry)
- 1978 : Freddy de Robert Thomas : Loulou (créditée comme Sandra Barry)
- 1979 : On est venu là pour s'éclater de Max Pécas : Sylvie (créditée comme Sandra Barry)
- 1982 : On n'est pas sorti de l'auberge de Max Pécas : Dorothée (créditée comme Sandra Barry)
- 1982 : Le Gendarme et les Gendarmettes de Jean Girault : la fausse Marianne Bonnet (créditée comme Sandra Barry)
- 1985 : Au théâtre ce soir : Le Diable en personne de Philip King et Fakland Cary, adaptation de Jean Marsan, m.e.s. Jacques Ardouin, Théâtre Marigny, réalisation Pierre Sabbagh : Doris Povey (créditée comme Sandra Barry)
- 1985 : Les Amours des années cinquante, épisode Fil à fil de Philippe Galardi (créditée comme Sandra Barry)

## Discographie
- Sexy Poems, 33 tours